# Popis jednoho zápasu

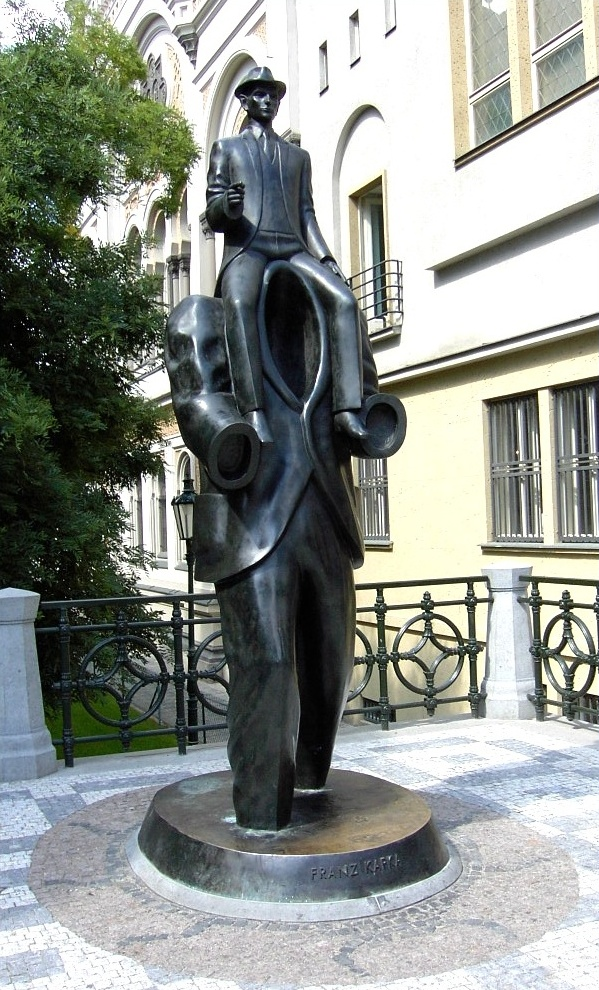
Socha Franze Kafky od Jaroslava Róny.

Popis jednoho zápasu (originální název v němčině Beschreibung eines Kampfes) je pravděpodobně nejstarší povídka napsaná Franzem Kafkou.

## Popis
Dochoval se pouze fragment tohoto díla pocházející z let 1904-1905. Sám Kafka povídku zveřejnit nechtěl, v závěti si přál, aby byla spolu s ostatními nevydanými díly spálena. I přesto ji vydal až po Kafkově smrti jeho přítel Max Brod.

## Česká vydání
- KAFKA, Franz. Popis jednoho zápasu. Přeložil Vladimír KAFKA, přeložil Josef HIRŠAL, ilustroval Jiří SLÍVA. Praha: Vyšehrad, 2009. Harmonie (Vyšehrad). ISBN 978-80-7021-342-1
- KAFKA, Franz. Popis jednoho zápasu. Odeon, 1991